# Sanktuarium Baha Allaha
Sanktuarium Baha Allaha – sanktuarium, pełniące funkcję mauzoleum Baha Allaha – założyciela bahaizmu, położone na terenie rezydencji al-Bahja, na przedmieściach Akki na północy Izraela.

## Historia

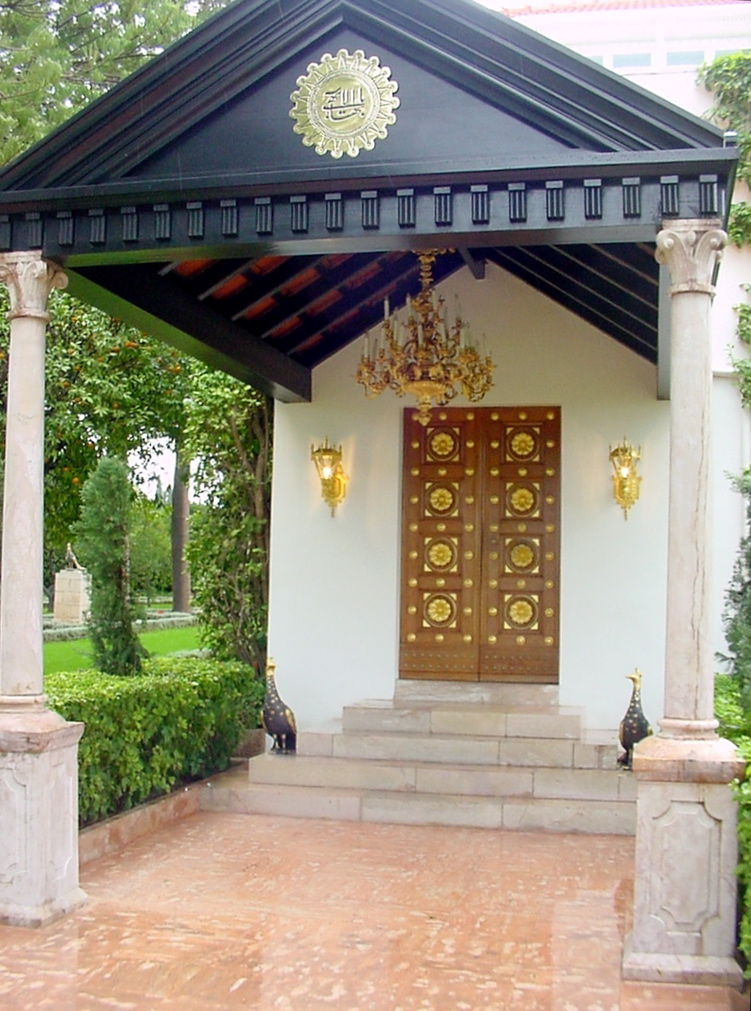
Wejście do Sanktuarium Baha Allaha

Letnią rezydencję al-Bahja wykorzystywał w latach 1879-1892 prorok i założyciel bahaizmu – Baha Allah. W tej rezydencji zmarł on w dniu 29 maja 1892 roku. Jego szczątki pochowano w małym pokoju położonym w północno-zachodnim rogu letniej rezydencji. W 1950 roku wybudowano współczesne sanktuarium. Jest to jedno z najświętszych miejsc dla bahaitów, którzy przybywają tutaj na pielgrzymki. Dla ich potrzeb wybudowano Centrum Pielgrzymów i inne obiekty administracyjne.
W pobliskiej Hajfie wybudowano szereg bahaickich świątyń. Cały ten kompleks obejmujący bahaickie świątynie w Hajfie, Akce i Zachodniej Galilei został w 2008 roku wpisany na listę światowego dziedzictwa UNESCO.

## Architektura
Sanktuarium Baha Allaha znajduje się w centrum ogrodów Al-Bahja. Od bramy wejściowej prowadzi do niego długa aleja, wysadzana drzewami. Mauzoleum posiada szklany dach.